# Zion Williamson
Zion Lateef Williamson (Salisbury, 6 juli 2000) is een Amerikaanse basketbalspeler.

## Carrière
Williamson speelde collegebasketbal voor de Duke Blue Devils van 2018 tot 2019. Hij is de eerste speler geboren in de jaren 2000 die opgesteld werd in de National Basketball Association, wat gebeurde nadat hij zichzelf als kandidaat aanbood via de NBA Draft en hij geselecteerd werd als eerste in de eerste ronde door de New Orleans Pelicans. Hij geraakte geblesseerd in de oefenwedstrijden en miste de eerste drie maanden van het seizoen. Hij speelde daarna 24 wedstrijden voor de Pelicans en werd aan het eind van het seizoen uitgeroepen tot NBA All-Rookie First Team.
In zijn tweede seizoen speelde hij 61 wedstrijden als starter en werd geselecteerd als All Star. Hij wist dat seizoen ook 25 wedstrijden op rij meer dan 20 punten te maken op een schietpercentage van meer dan 50 percent daarmee deed hij beter dan Wilt Chamberlain en Karl Malone en evengoed als Shaquille O'Neal. Tijdens de zomer geraakte hij opnieuw geblesseerd en moest door een operatie het hele seizoen 2021/22 missen. Aan het einde van het seizoen tekende hij een contract verlenging voor vijf jaar ter waarde van 193 miljoen dollar (231 miljoen als hij een All-NBA haalt in het seizoen 2022/23). 

## Erelijst
- NBA All-Star: 2021
- NBA All-Rookie First Team: 2020

## Statistieken

### Regulier seizoen
| Seizoen  | Team                 | WG | WS | MPW  | 2P%  | 3P%  | FW%  | RPW | APW | SPW | BPW | PPW  |
| -------- | -------------------- | -- | -- | ---- | ---- | ---- | ---- | --- | --- | --- | --- | ---- |
| 2019/20  | New Orleans Pelicans | 24 | 24 | 27,8 | 58,3 | 42,9 | 64,0 | 6,3 | 2,1 | 0,7 | 0,4 | 22,5 |
| 2020/21  | New Orleans Pelicans | 61 | 61 | 33,8 | 61,1 | 29,4 | 69,8 | 7,2 | 3,7 | 0,9 | 0,6 | 27,0 |
| Carrière | Carrière             | 85 | 85 | 31,7 | 60,4 | 33,3 | 68,3 | 7,0 | 3,2 | 0,9 | 0,6 | 25,7 |
| All-Star | All-Star             | 1  | 1  | 14,0 | 55,6 | —    | —    | 1,0 | 0,0 | 0,0 | 0,0 | 10,0 |